# Pizhou
Pizhou, tidigare känt som Pihsien (kinesiska: 邳縣?, pinyin: Pī xiàn), är en stad på häradsnivå som hör till Xuzhous stad på prefekturnivå i Jiangsu-provinsen i östra Kina. Den ligger omkring 270 kilometer norr om provinshuvudstaden Nanjing. 